# Synagogue de Liège
La Synagogue de Liège est un monument majeur de la communauté israélite liégeoise. Érigée en 1899 par l'architecte Joseph Prémont, elle constitue un riche témoignage du style éclectique de la fin du XIXe siècle. Classé depuis 2005 au patrimoine immobilier de la Région wallonne, elle demeure un lieu de culte actif ainsi qu'un centre culturel et historique important.

## Description

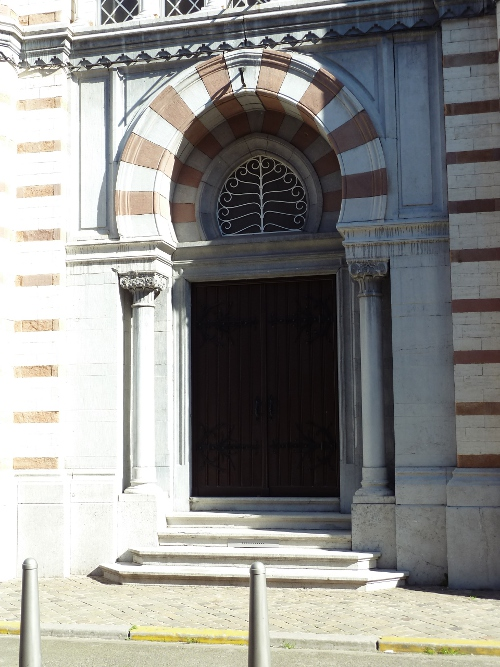
Architecture de la porte d'entrée

L'architecture de cette construction illustre l'éclectisme du XIXe siècle dans ses emprunts aux styles islamique, romain et roman d'influence lombarde. La façade principale de la synagogue, donnant sur la rue Léon-Frédéricq, est représentative du néo-classique de la seconde moitié du XIXe siècle. Elle est surtout caractérisée par une alternance de bandeaux de pierre blanche et tuffeaux rouges et par ses deux tours coiffées de dômes ovoïdes. L'intérieur de l'édifice, vaste espace réservé au culte, présente une grande harmonie de lignes et de tons.
La synagogue de la rue Léon-Frédéricq, ayant succédé à bien d'autres lieux de culte établis successivement en divers points de la ville (notamment la chapelle de l'Hospice Saint Julien), a fixé définitivement la tradition du culte israélite à Liège. 
En 1983, la synagogue fut victime d'un léger tremblement de terre.
La synagogue de Liège est classée comme monument par arrêté du 28 novembre 2005, publié au Moniteur le 19 décembre 2005.
Le 31 mai 1999 fut fêté le centenaire de la synagogue de Liège

## La communauté
La communauté de Liège est assez récente, étant donné que les juifs n'étaient pas tolérés dans la principauté de Liège. Ce n'est qu'avec la révolution liégeoise de 1795 et l'instauration de l'égalité des droits civils et politiques que les juifs sont autorisés à y résider. Les premiers juifs de Liège viennent du Limbourg néerlandais puis au XIXe siècle ils arrivent de Pologne, de Hongrie et de Roumanie, principalement pour venir travailler dans les usines liégeoise ou comme étudiant dans les hautes-écoles de Liège qui ne pratiquent pas de quotas pour les juifs comme c'est le cas en Roumanie.
Avant la Shoah, 2 560 Juifs résident à Liège. 60 % d'entre eux sont d'origine polonaise. De nombreux Juifs sont cachés par la population liégeoise et échappent ainsi à la déportation (Mgr Louis-Joseph Kerkhofs cache de nombreux Juifs liégeois au séminaire de Liège et à Banneux). 700 d'entre eux sont déportés. Après le départ de certains d'entre eux en Israël, la communauté compte aujourd'hui 800 personnes (dont une majorité non religieuse).
Après la guerre, quelques Juifs libanais et syriens viennent s'ajouter à la communauté jusque-là essentiellement ashkénaze. Actuellement, cette petite communauté survit grâce à la présence d'étudiants français. Quelques israéliens (travaillant notamment pour l'aéroport de Liège) sont venus s'y ajouter. 
Il n'y a pas de magasins casher (seul le magasin « spécialités polonaises » vend quelques produits) ni d'école juive à Liège, ce qui rend la vie de la communauté difficile.
En marge de la communauté le Foyer culturel juif de Liège organise occasionnellement des conférences sur le judaïsme, la Shoah, etc.

## Liste des rabbins et personnalités de la communauté
- Georges Montefiore, industriel et mécène  (1832 - 1906)
- Josif Lepchivcher
- Jean Gol, vice-Premier ministre (1942 - 1995)
- Louis Hillier, le compositeur de la musique du Chant des Wallons
- Paul Fremder résistant juif wallon.
- Moise Eskenazi, qui a officié cette communauté de 1965 à 2000
- Joshua Nejman officie actuellement dans cette communauté
- Jacques Lipszyc, fut président de la communauté et consul général honoraire d'Israël à Liège

- Georges Gutelman, ingénieur, homme d'affaires et acteur de l'Opération Moïse